# ペンケトー

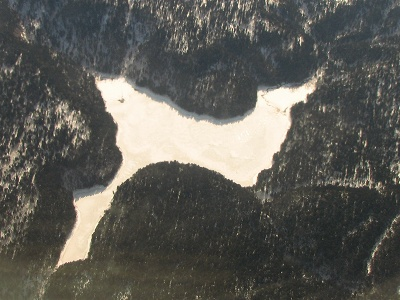
航空機から見下ろしたペンケトー

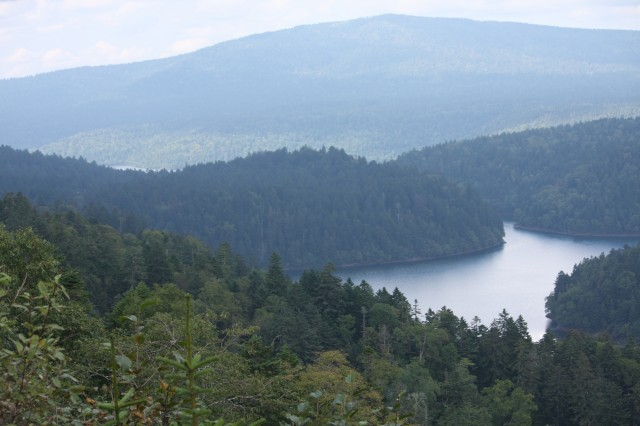
双湖台から見えるパンケトー（左上）とペンケトー（右下）

ペンケトーは、北海道東部、釧路市にある淡水湖である。ペンケトーの湖水はパンケトー、阿寒湖を経て、最終的には阿寒川に流出する。
国道241号の双湖台から遠望可能である。双湖台から見られるペンケトーの形は、北海道の形に似ていると言われる。

## 地理
雄阿寒岳の東麓に広がる湖である。
- 流入河川 :双岳台川、双湖台川
- 流出河川 :上イベシベツ川を通じてパンケトーに流出する。

## 歴史
土砂の堆積により形成された堰止湖である。かつては現在の阿寒湖、パンケトーと一体で古阿寒湖を形成していたが、土砂の堰き止めにより3つの湖に分かれたと考えられている。
湖の名前はアイヌ語のペンケ・トー（＝上の・湖）に由来する。ペンケトーに対し、下流のパンケトーはアイヌ語のパンケ・トー（＝下の・湖）に由来する。

## 自然・利用
湖の周辺は阿寒摩周国立公園の特別保護地区に指定され、開発は厳しく制限されている。湖の周辺は原生林のままになっており、原生林保護のため立ち入りには管理者の許可が必要である。
湖岸への到達自体が非常に困難であるため、人があまり立ち入らず、基本的に利用されていない。ヒグマの生息地でもある。
前田一歩園財団が管理する、阿寒湖西岸の林道が唯一の湖岸への到達手段である。漁協による湖の利用や学術調査等の目的を除いて、林道への車両の乗り入れは禁止されている。長い林道の終端にあるため、陸路で湖に接近するのはパンケトー以上に困難である。